# Norowyn Altanchujag

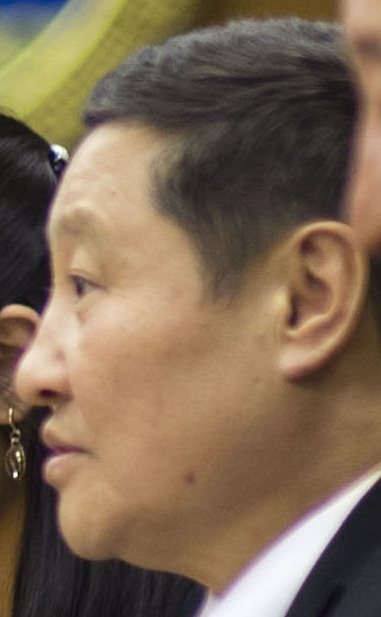
Norowyn Altanchujag

Norowyn Altanchujag (mongolisch Норовын Алтанхуяг; * 20. Januar 1958 im Uws-Aimag) ist ein mongolischer Politiker der Demokratischen Partei.

## Leben
Altanchujag studierte Physik an der Nationaluniversität der Mongolei, wo er anschließend von 1981 bis 1990 lehrte. 1990 trat er der neugegründeten Mongolischen Sozialdemokratischen Partei bei, die 2000 in der Demokratischen Partei aufging. Von 1996 bis 2000 und seit 2008 war er Abgeordneter im Großen Staats-Chural, dem Parlament der Mongolei. Er war von 1998 bis 1999 als Landwirtschaftsminister und Industrieminister und von 2004 bis 2006 als Finanzminister tätig. Von 2008 bis 2012 war er Stellvertretender Premierminister.
Seit September 2008 ist Altanchujag Parteivorsitzender der Demokratischen Partei, von August 2012 bis zu seiner Absetzung am 5. November 2014 war er Premierminister des Landes.